# 莉娜·尼尔松
莉娜·尼尔松（瑞典語：Lina Nilsson，1987年6月17日—），瑞典女子足球运动员。她曾代表瑞典参加2012年夏季奥林匹克运动会足球比赛，获得第七名。她于2017年5月宣布退役。